# Colin Farrell
Colin James Farrell (Castleknock, 1976. május 31. –) háromszoros Golden Globe-díjas ír színész. 
Számos amerikai kasszasikerben főszerepet játszott, többek között a Miami Vice, A fülke és a S.W.A.T. – Különleges kommandó című mozifilmekben. Sikert aratott a 2008-ban bemutatott Erőszakik című filmben, kiérdemelve a kritikusok elismerését.

## Fiatalkora
1976. május 31-én született Dublin Castleknock nevű városrészében, Rita és Eamon Farrell gyermekeként. Édesapja a Shamrock Rovers FC-ben focizott, és egy bioboltot vezetett. Nagybátyja, Tommy Farrell szintén a Shamrock Roversben játszott. Van egy idősebb bátyja, Eamon Jr. és két nővére, Claudine (aki jelenleg személyi asszisztenseként dolgozik) és Catherine.

## Pályafutása
Colin James Farrell az írországi Castleknockban született 1976. május 31-én. Édesapja, Eamon Farrell visszavonult profi labdarúgó volt. Colin eleinte focista akart lenni, de amikor rájött, milyen sokat és milyen keményen kell edzenie, úgy döntött, más pályát választ.
Ahogy kamaszodott, már nemcsak a filmsztárok iránt rajongott, hanem a helybeli lányokért is. Sokat ivott, kábítószerezett is, és egy alkalommal le is tartóztatták. Amikor az egyik szerzetestanár szóvá tette a viselkedését, Colin a falhoz lökte tanárát, minek következtében 17 éves korában (1993) kicsapták az iskolából. Sok munkával próbálkozott, majd végül beállt egy utazó táncegyüttes tagjai közé, de hamar rájött, hogy ez nem megy, és 1996-ban beiratkozott a dublini Gaiety School of Drama-ra. Hamarosan ebből is elege lett, mert belefáradt abba, hogy folyton kritizálták független személyisége miatt.
Ezután tévéreklámokban szerepelt, majd megkapta a Falling for a Dancer című mini tévésorozat főszerepét. Ezt a Ballykissangel című szériája követte, amely megalapozta a fiatal színész anyagi helyzetét, így Londonba költözött. Játszott Tim Roth rendezői debütálásában, a Hadszíntérben (1999), de több színdarabban is feltűnt. Egy alkalommal a színházban ott ült Kevin Spacey is, aki rögtön szerepet adott neki Ártatlan bűnöző (2000) című krimijében. Az áttörést Joel Schumacher Tigrisek földjén (2000) című filmje hozta meg neki. A Tigrisek földjénben (2001) nyújtott alakítása volt az etalon, ezért szemelte ki Gregory Hoblit rendező Hart háborúja (2002) című háborús filmjének címszerepére.
A Törvényen kívül című westernfilm után újra Joel Schumacher kereste meg, A fülke című filmje főszerepével. Steven Spielberg is felfigyelt rá, és meghívta Különvélemény (2002) című filmjének egyik szerepére. A Beavatásban (2003) CIA-ügynök növendéket játszott. Még ugyanebben az évben szerepelt a Daredevil – A fenegyerek című filmben. A S.W.A.T. – Különleges kommandóban is, ami 2003-ban készült. 2004-ben Oliver Stone őt választotta Nagy Sándor, a hódító főszerepére. Terence Malik rendező is bízott a tehetségében, ezért szemelte ki 2005-ben Az új világ című történelmi filmjéhez. Egy évre rá újra kamera elé állt a John Fante regényéből forgatott, Robert Towne rendezte Kárhozott szeretők (2006) című alkotásban.
Michael Mann rendező és Jamie Foxx színész is megdicsérték a Miami Vice forgatásán.

## Magánélete
2001-ben 4 hónapig nős volt, Amelia Warnernek sikerült bekötnie a fejét, de az esküvő után nem sokkal szakítottak. A hírek szerint Britney Spears-szel, Janet Jacksonnal, Demi Moore-ral, Angelina Jolie-val és Kim Bordenave-vel is járt. Az utóbbi 2003. szeptember 12-én fiút szült neki, aki a James Padraig nevet kapta.

## Filmográfia

### Film
| Év   | Magyar cím                               | Eredeti cím                             | Szerep                                | Magyar hang         | Rendező                 |
| ---- | ---------------------------------------- | --------------------------------------- | ------------------------------------- | ------------------- | ----------------------- |
| 1997 |                                          | Drinking Crude                          | Click                                 |                     | Owen McPolin            |
| 1999 | Hadszíntér                               | The War Zone                            | Nick                                  |                     | Tim Roth                |
| 2000 | Ártatlan bűnöző                          | Ordinary Decent Criminal                | Alec                                  | Csőre Gábor         | Thaddeus O'Sullivan     |
| 2000 | Tigrisek földjén                         | Tigerland                               | Roland Bozz közlegény                 | Barabás Kiss Zoltán | Joel Schumacher (1.)    |
| 2001 | Törvényen kívül                          | American Outlaws                        | Jesse James                           | Kaszás Gergő        | Les Mayfield            |
| 2001 | Törvényen kívül                          | American Outlaws                        | Jesse James                           | Dolmány Attila      | Les Mayfield            |
| 2002 | Hart háborúja                            | Hart's War                              | Thomas W. Hart hadnagy                | Betz István         | Gregory Hoblit          |
| 2002 | Különvélemény                            | Minority Report                         | Danny Witwer                          | Czvetkó Sándor      | Steven Spielberg        |
| 2002 | A fülke                                  | Phone Booth                             | Stu Shepard                           | Czvetkó Sándor      | Joel Schumacher (2.)    |
| 2003 | Beavatás                                 | The Recruit                             | James Douglas Clayton                 | Czvetkó Sándor      | Roger Donaldson         |
| 2003 | Daredevil – A fenegyerek                 | Daredevil                               | Célpont                               | Kálloy Molnár Péter | Mark Steven Johnson     |
| 2003 | Lapzárta – Veronica Guerin története     | Veronica Guerin                         | Spanky McSpank (cameo)                |                     | Joel Schumacher (3.)    |
| 2003 | S.W.A.T. – Különleges kommandó           | S.W.A.T.                                | Jim Street                            | Kálloy Molnár Péter | Clark Johnson           |
| 2003 | Kényszerszünet                           | Intermission                            | Lehiff                                | Csőre Gábor         | John Crowley            |
| 2004 | Otthon a világ végén                     | A Home at the End of the World          | Bobby Morrow (1982)                   | Bozsó Péter         | Michael Mayer           |
| 2004 | Nagy Sándor, a hódító                    | Alexander                               | Nagy Sándor                           | Kálloy Molnár Péter | Oliver Stone            |
| 2005 | Az új világ                              | The New World                           | John Smith kapitány                   | Kaszás Gergő        | Terrence Malick         |
| 2006 | Miami Vice                               | Miami Vice                              | James 'Sonny' Crockett nyomozó        | Czvetkó Sándor      | Michael Mann            |
| 2006 | Kárhozott szeretők                       | Ask the Dust                            | Arturo Bandini                        | Czvetkó Sándor      | Robert Towne            |
| 2007 | Kasszandra álma                          | Cassandra`s Dream                       | Terry Blaine                          | Kálloy Molnár Péter | Woody Allen             |
| 2008 |                                          | Kicking It (dokumentumfilm)             | narrátor (hangja)                     |                     | Susan Koch              |
| 2008 | Jeff Werner                              | Kicking It (dokumentumfilm)             | narrátor (hangja)                     |                     |                         |
| 2008 | A zsaruk becsülete                       | Pride and Glory                         | Jimmy Eagan                           | Rajkai Zoltán       | Gavin O’Connor          |
| 2008 | Erőszakik                                | In Bruges                               | Ray                                   | Czvetkó Sándor      | Martin McDonagh (1.)    |
| 2009 | Ondine                                   | Ondine                                  | Syracuse                              | Nagy Ervin          | Neil Jordan             |
| 2009 | Az igazság nyomában                      | Triage                                  | Mark Walsh                            | Dolmány Attila      | Danis Tanović           |
| 2009 | Őrült szív                               | Crazy Heart                             | Tommy Sweet                           | Nagy Ervin          | Scott Cooper            |
| 2009 | Doctor Parnassus és a képzelet birodalma | The Imaginarium of Doctor Parnassus     | Képzeletbeli Tony                     | Czvetkó Sándor      | Terry Gilliam           |
| 2010 | Út a szabadságba                         | The Way Back                            | Valka, az orosz                       | Szatmári Attila     | Peter Weir              |
| 2010 | London Boulevard                         | London Boulevard                        | Mitchel                               | Czvetkó Sándor      | William Monahan         |
| 2011 | Förtelmes főnökök                        | Horrible Bosses                         | Bobby Pellitt                         | Kálloy Molnár Péter | Seth Gordon             |
| 2011 | Frászkarika                              | Fright Night                            | Jerry Dandrige                        | Czvetkó Sándor      | Craig Gillespie         |
| 2012 | Az emlékmás                              | Total Recall                            | Douglas Quaid / Karl Hauser           | Czvetkó Sándor      | Len Wiseman             |
| 2012 | A hét pszichopata és a si-cu             | Seven Psychopaths                       | Marty Faranan                         | Czvetkó Sándor      | Martin McDonagh (2.)    |
| 2013 | Bosszútól fűtve                          | Dead Man Down                           | Viktor                                | Kálloy Molnár Péter | Niels Arden Oplev       |
| 2013 | A zöld urai                              | Epic                                    | Ronin (hangja)                        | Stohl András        | Chris Wedge             |
| 2013 | Banks úr megmentése                      | Saving Mr. Banks                        | Travers Robert Goff                   | Kaszás Gergő        | John Lee Hancock        |
| 2014 | Téli mese                                | Winter's Tale                           | Peter Lake                            | Czvetkó Sándor      | Akiva Goldsman          |
| 2014 | Julie kisasszony                         | Miss Julie                              | John, az inas                         | Czvetkó Sándor      | Liv Ullmann             |
| 2015 | A homár                                  | The Lobster                             | David                                 | Rajkai Zoltán       | Jórgosz Lánthimosz (1.) |
| 2015 | Gyilkos ösztön                           | Solace                                  | Charles Ambrose                       | Czvetkó Sándor      | Afonso Poyart           |
| 2016 |                                          | It's Not Yet Dark (dokumentumfilm)      | narrátor (hangja)                     |                     | Frankie Fenton          |
| 2016 | Legendás állatok és megfigyelésük        | Fantastic Beasts and Where to Find Them | Percival Graves / Gellert Grindelwald | Czvetkó Sándor      | David Yates             |
| 2017 | Egy szent szarvas meggyilkolása          | The Killing of a Sacred Deer            | Steven Murphy                         | Czvetkó Sándor      | Jórgosz Lánthimosz (2.) |
| 2017 | Csábítás                                 | The Beguiled                            | John McBurney tizedes                 | Kaszás Gergő        | Sofia Coppola           |
| 2017 | A jogdoktor                              | Roman J. Israel, Esq.                   | George Pierce                         | Czvetkó Sándor      | Dan Gilroy              |
| 2018 | Nyughatatlan özvegyek                    | Widows                                  | Tom Mulligan                          | Czvetkó Sándor      | Steve McQueen           |
| 2019 | Dumbo                                    | Dumbo                                   | Holt Farrier                          | Czvetkó Sándor      | Tim Burton              |
| 2019 | Úriemberek                               | The Gentlemen                           | Edző                                  | Czvetkó Sándor      | Guy Ritchie             |
| 2020 | Artemis Fowl                             | Artemis Fowl                            | Artemis Fowl I                        | Czvetkó Sándor      | Kenneth Branagh         |
| 2020 | Ava                                      | Ava                                     | Simon                                 | Czvetkó Sándor      | Tate Taylor             |
| 2021 | Utazás a semmibe                         | Voyagers                                | Richard Alling                        | Czvetkó Sándor      | Neil Burger             |
| 2021 | Búcsú Yangtól                            | After Yang                              | Jake                                  | Czvetkó Sándor      | Kogonada (1.)           |
| 2022 | Batman                                   | The Batman                              | Oswald Cobblepot / Pingvin            | Czvetkó Sándor      | Matt Reeves             |
| 2022 | A tizenhármak                            | Thirteen Lives                          | John Volanthen                        | Czvetkó Sándor      | Ron Howard              |
| 2022 | A sziget szellemei                       | The Banshees of Inisherin               | Pádraic Súilleabháin                  | Mészáros Béla       | Martin McDonagh (3.)    |
| 2025 |                                          | A Big Bold Beautiful Journey            | David                                 |                     | Kogonada (2.)           |

### Televízió
| Év        | Magyar cím                         | Eredeti cím          | Szerep                     | Megjegyzések                                                                 |
| --------- | ---------------------------------- | -------------------- | -------------------------- | ---------------------------------------------------------------------------- |
| 1998–1999 |                                    | Ballykissangel       | Danny Byrne                | főszereplő (18 epizód)                                                       |
| 1998      | Csak egy tánc volt                 | Falling for a Dancer | Daniel McCarthey           | tévéfilm                                                                     |
| 2004      | Saturday Night Live                | Saturday Night Live  | önmaga (házigazda)         | 1 epizód                                                                     |
| 2005      | Dokik                              | Scrubs               | Billy Callahan             | 1 epizód                                                                     |
| 2010      | Szezám utca                        | Sesame Street        | önmaga                     | 1 epizód                                                                     |
| 2015      | True Detective – A törvény nevében | True Detective       | Ray Velcoro nyomozó        | - főszereplő (2. évad) - magyar hangja: - Rajkai Zoltán                      |
| 2021      | Északi vizeken                     | The North Water      | Henry Drax                 | - minisorozat (5 epizód) - magyar hangja: - Sarádi Zsolt                     |
| 2024      | Pingvin                            | The Penguin          | Oswald "Oz" Cobb / Pingvin | - főszereplő és vezető producer (8 epizód) - magyar hangja: - Czvetkó Sándor |
| 2024–     |                                    | Sugar                | John Sugar                 | 8 epizód (vezető producer)                                                   |